# Итсасу
Итсасу́ (фр. Itxassou) — коммуна во Франции, находится в регионе Новая Аквитания. Департамент — Атлантические Пиренеи. Входит в состав кантона Баигюра-э-Мондаррен. Округ коммуны — Байонна.
Код INSEE коммуны — 64279.

## География

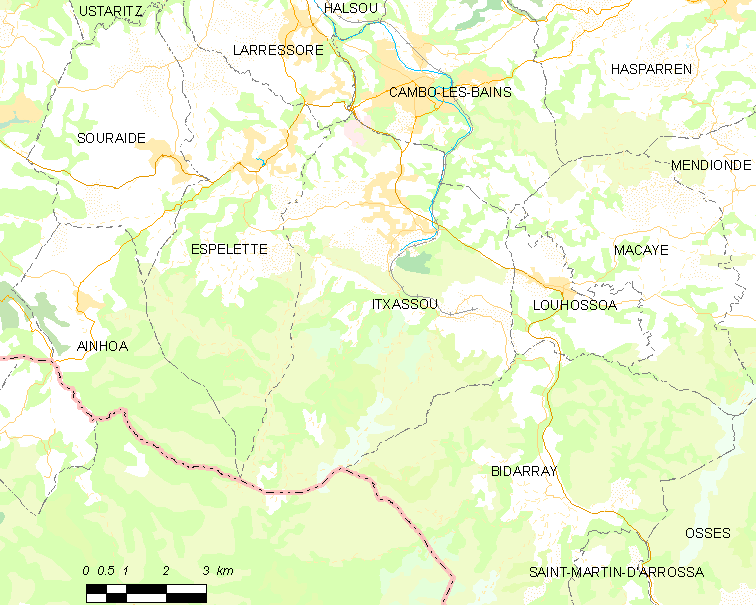
Карта коммуны

Коммуна расположена приблизительно в 680 км к юго-западу от Парижа, в 180 км южнее Бордо, в 85 км к западу от По.
По территории коммуны протекает река Нив.

## Климат
Климат тёплый океанический. Зима мягкая, средняя температура января — от +5°С до +13°С, температуры ниже −10 °C бывают редко. Снег выпадает около 15 дней в году с ноября по апрель. Максимальная температура летом порядка 20-30 °C, выше 35 °C бывает очень редко. Количество осадков высокое, порядка 1100 мм в год. Характерна безветренная погода, сильные ветры очень редки.

## Население
Население коммуны на 2010 год составляло 2032 человека.
| 1962 | 1968 | 1975 | 1982 | 1990 | 1999 | 2010 |
| ---- | ---- | ---- | ---- | ---- | ---- | ---- |
| 1134 | 1175 | 1218 | 1297 | 1563 | 1770 | 2032 |

## Администрация
| Период | Период | Фамилия    | Партия        | Примечания |
| ------ | ------ | ---------- | ------------- | ---------- |
| 1995   | 2001   | Пьер Иарур |               |            |
| 2001   | 2020   | Роже Гамуа | Разные правые |            |

## Экономика
В 2010 году среди 1269 человек трудоспособного возраста (15-64 лет) 938 были экономически активными, 331 — неактивными (показатель активности — 73,9 %, в 1999 году было 70,8 %). Из 938 активных жителей работали 889 человек (480 мужчин и 409 женщин), безработных было 49 (21 мужчина и 28 женщин). Среди 331 неактивными 96 человек были учениками или студентами, 143 — пенсионерами, 92 были неактивными по другим причинам.

## Достопримечательности
- Церковь Св. Фруктуоза (XVII век). Исторический памятник с 1925 года[5]
- Кромлех Арлюксатта. Исторический памятник с 1957 года[6]
- Кромлехи Меац, Меацеко-Бискарра, Июскади, Зелаиу и Мандиттипья. Исторический памятник с 1957 года[7]

## Фотогалерея

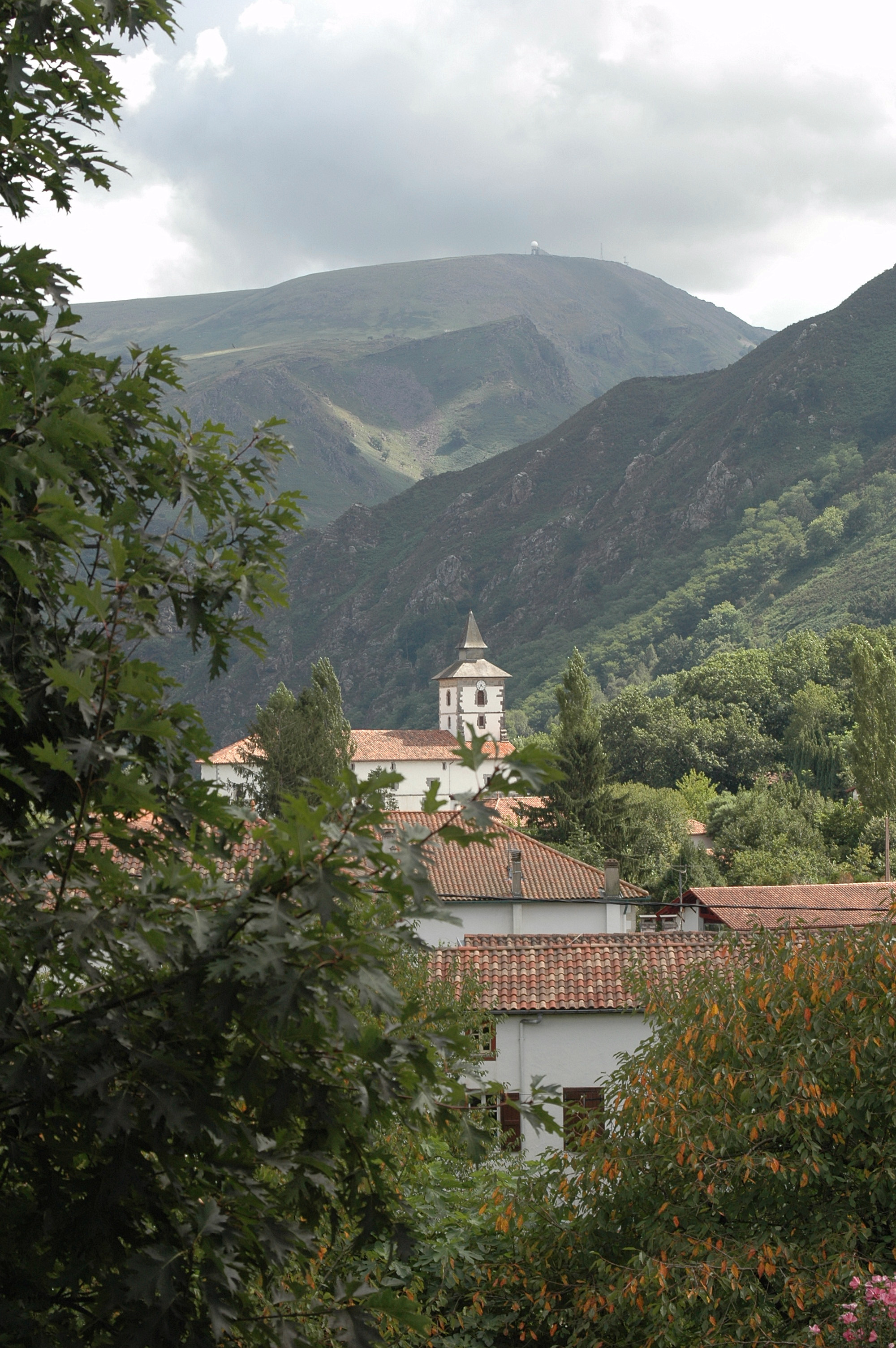
Итсасу
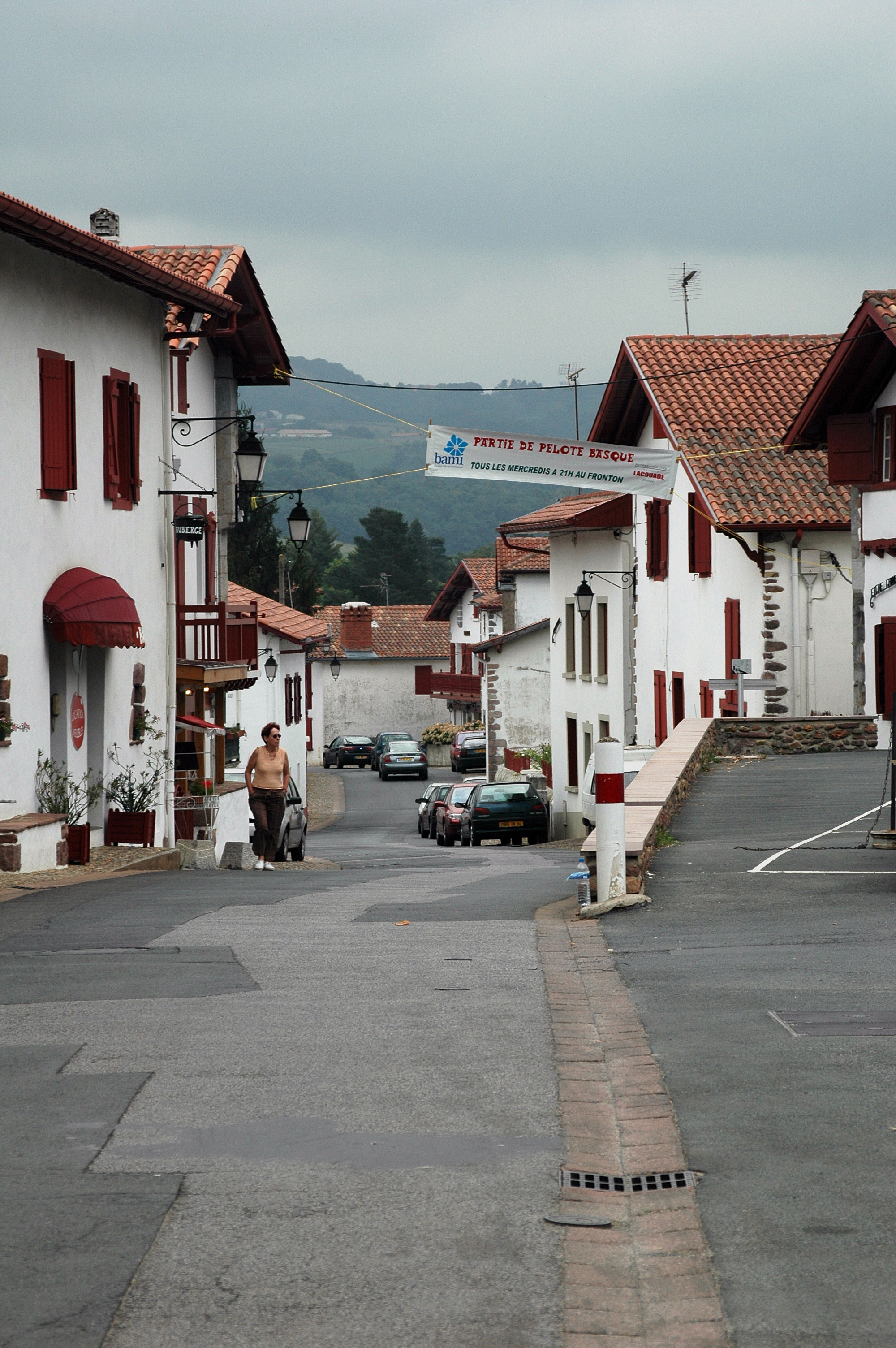
Центральная улица
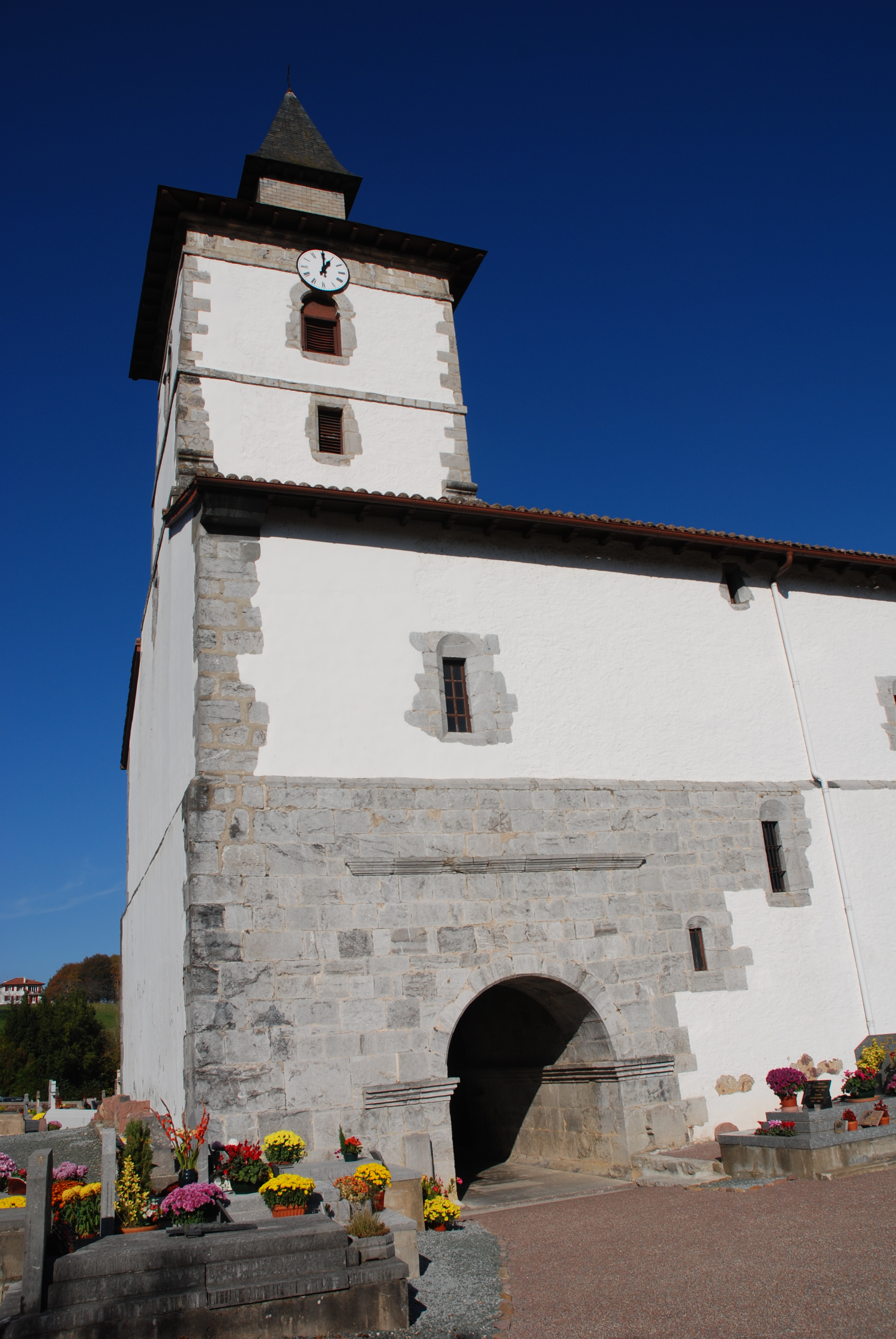
Церковь Св. Фруктуоза
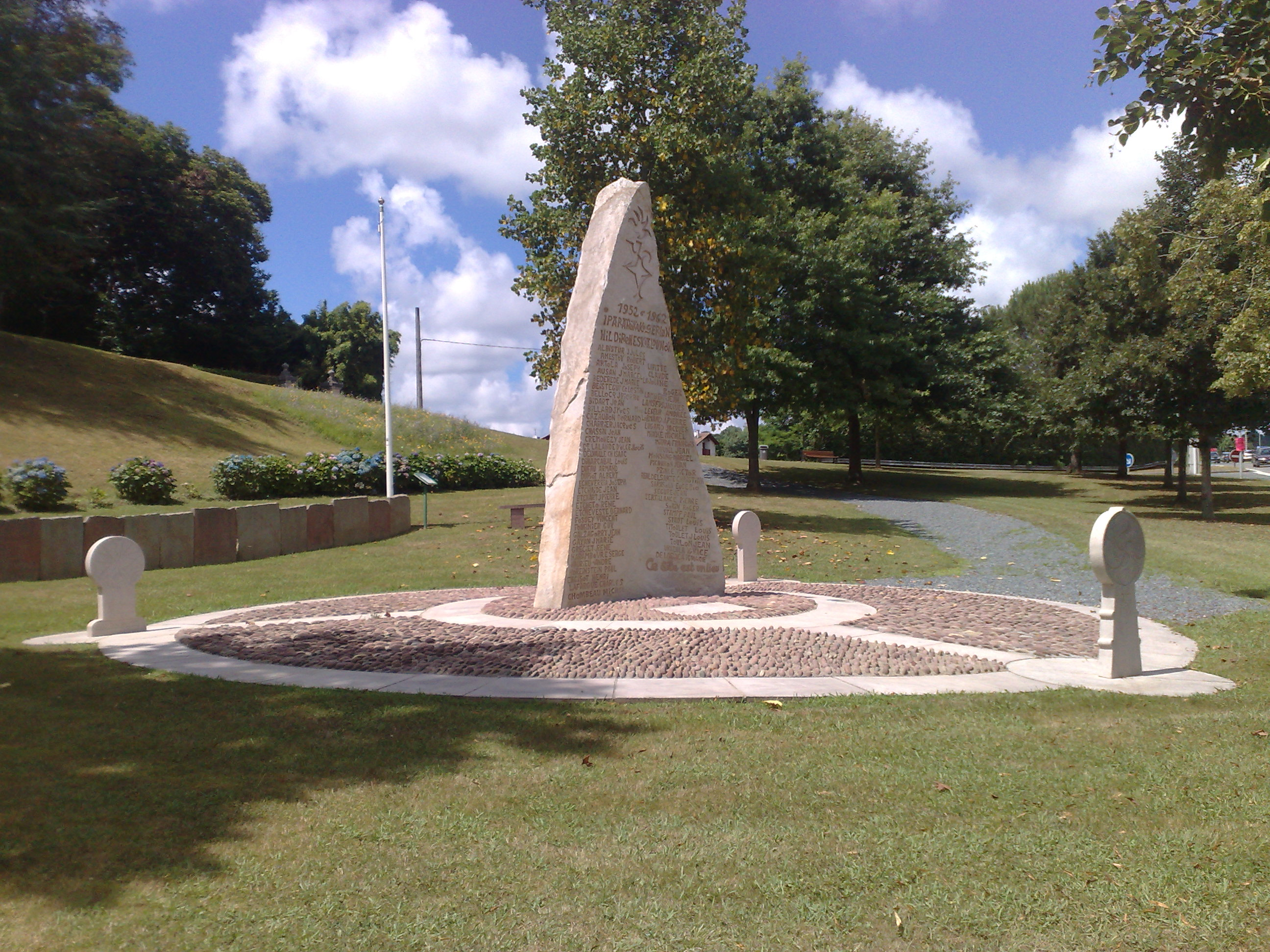
Военный мемориал
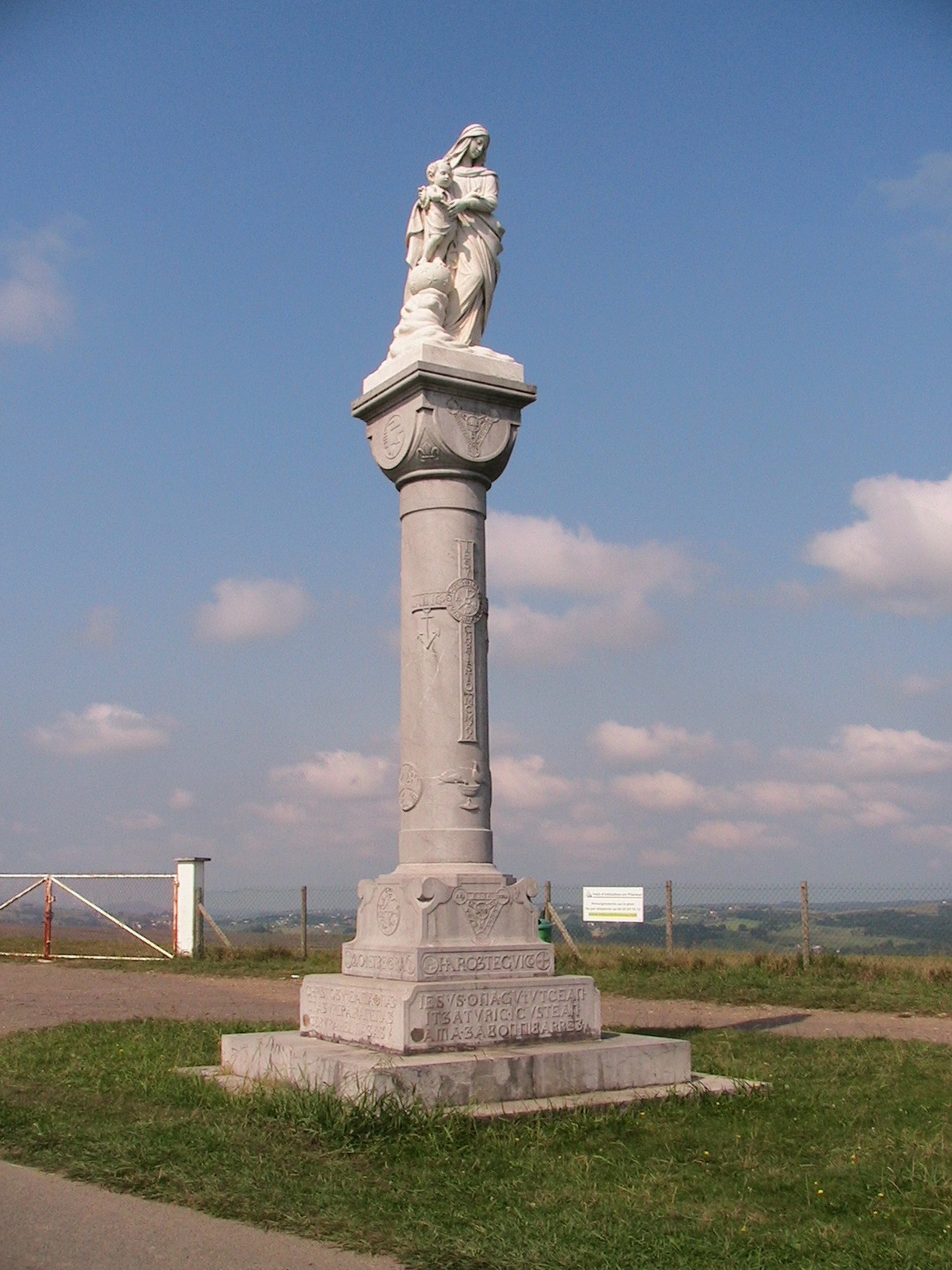
Статуя Богоматери
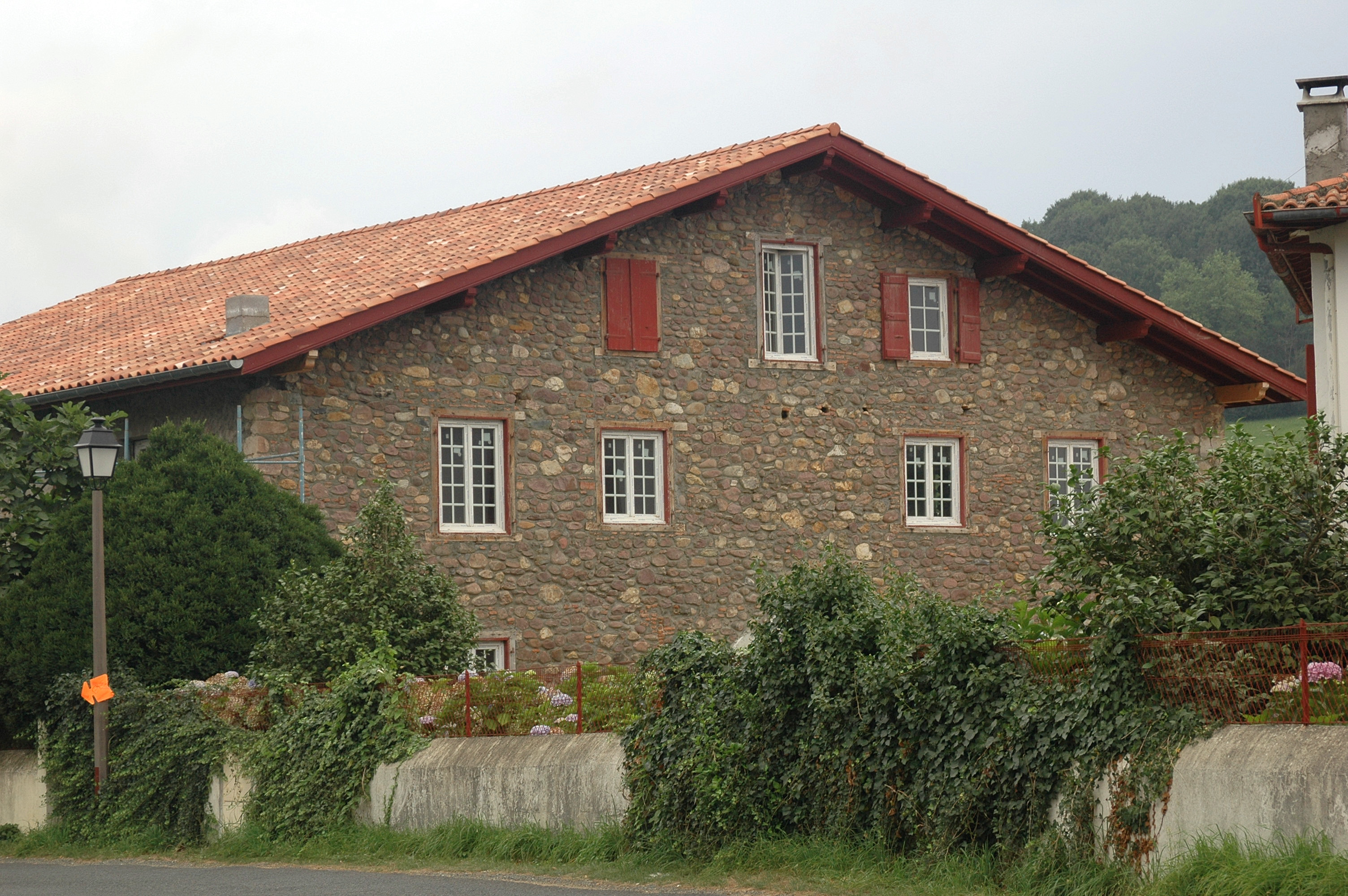
Ферма
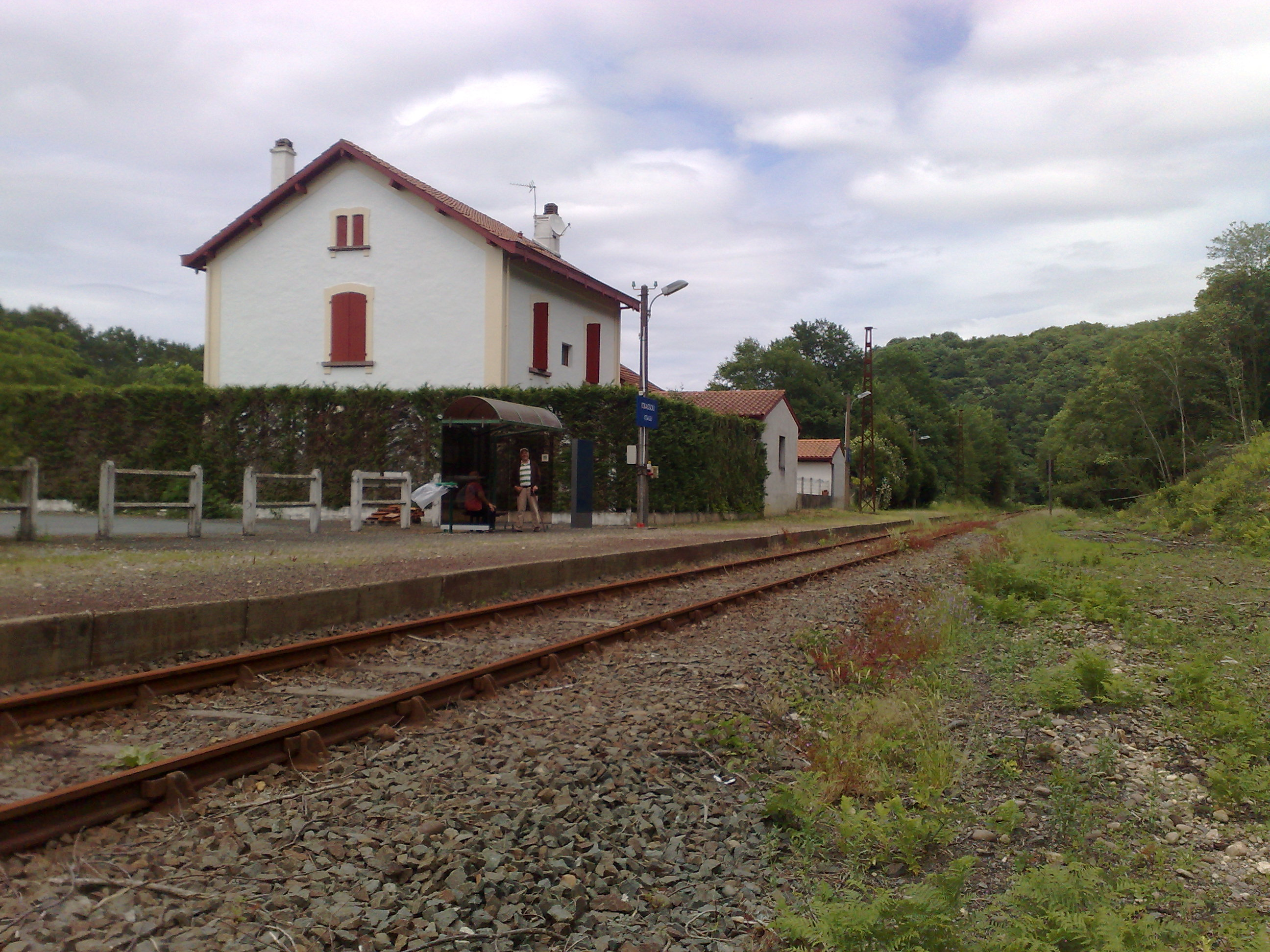
Вокзал
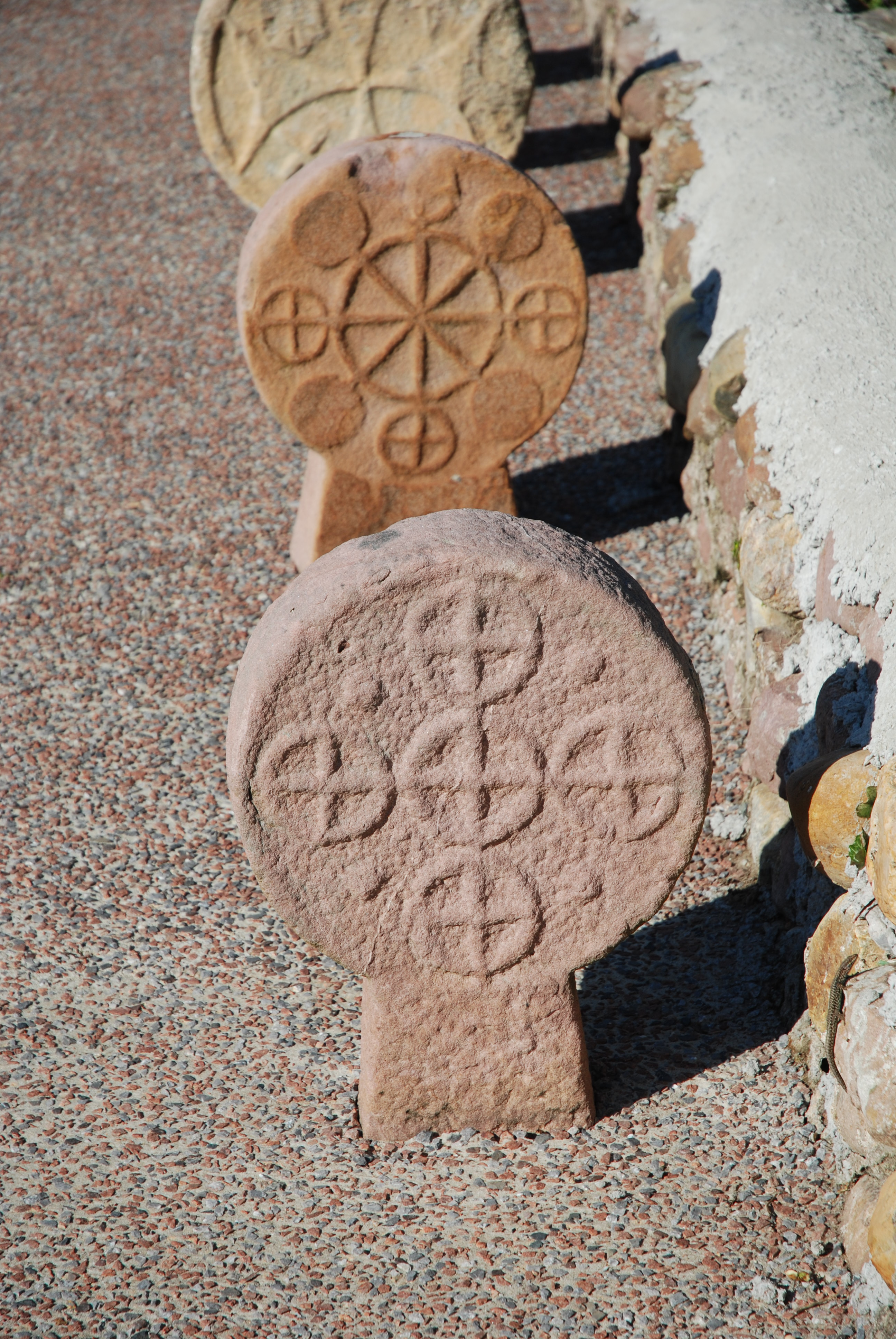
Баскские дисковидные стелы
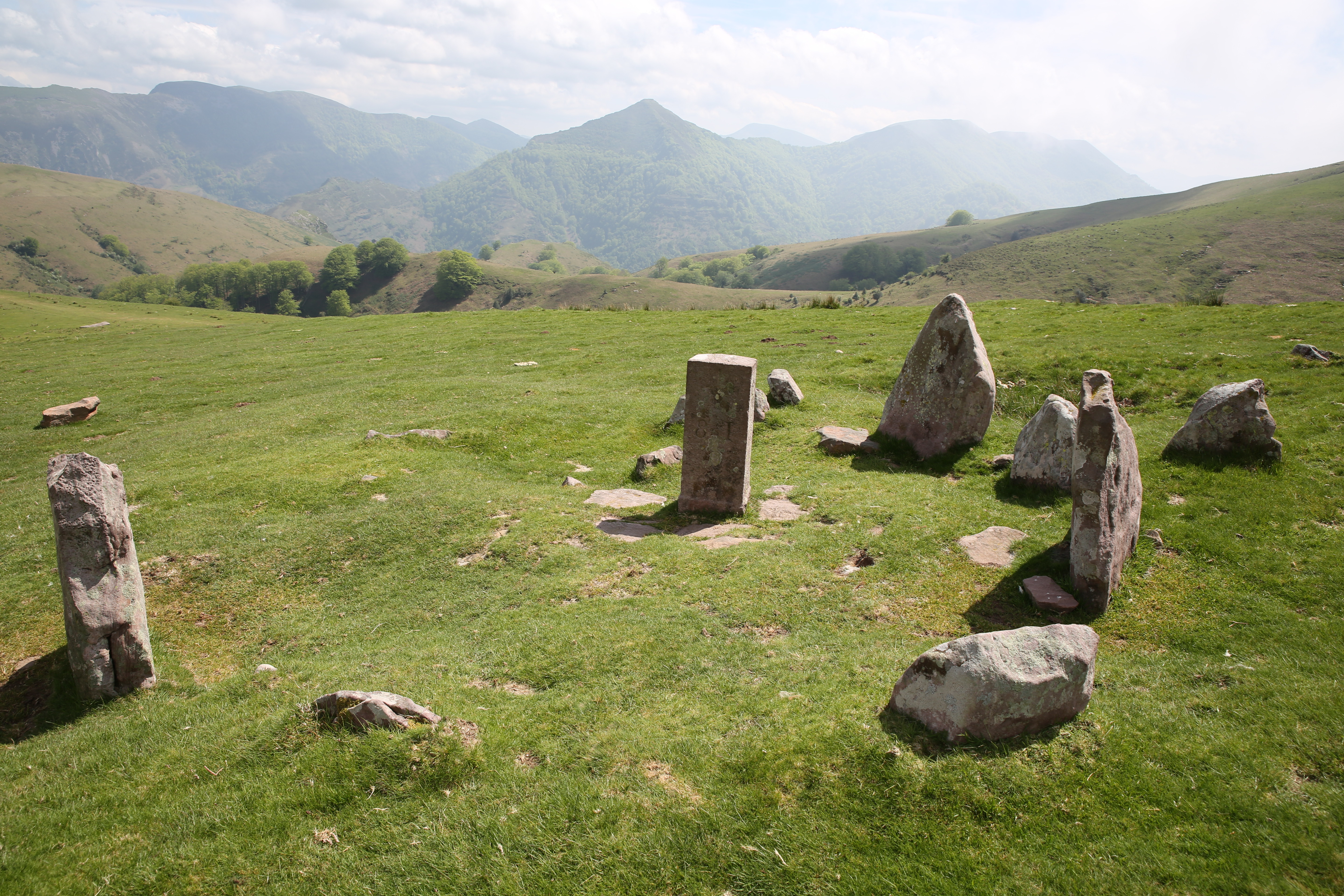
Кромлех Меацеко-Бискарра
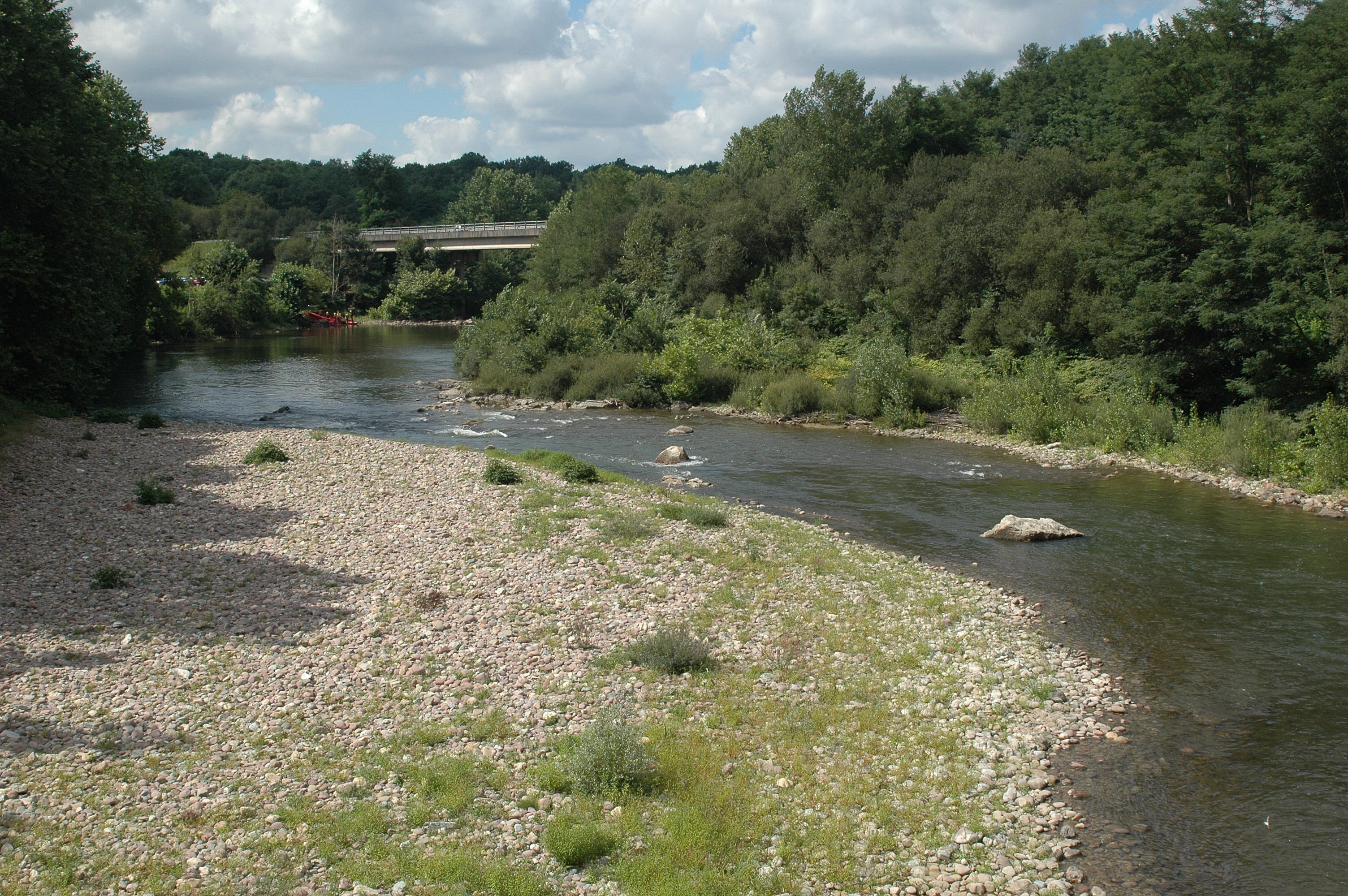
Река Нив